# Лиса Гора (Калузька область)
Лиса Гора (рос. Лысая Гора) — село в Таруському районі Калузької області Російської Федерації.
Населення становить 19 осіб. Входить до складу муніципального утворення Село Лопатино.

## Історія
Від 2004 року входить до складу муніципального утворення Село Лопатино

## Населення
| 2002 | 2010 |
| ---- | ---- |
| 14   | ↗19  |